# Saint-Aignan, Loir-et-Cher
Saint-Aignan, tudi Saint-Aignan-sur-Cher, nekdanji Saint-Aignan-en-Berry, je naselje in občina v osrednjem francoskem departmaju Loir-et-Cher regije Center. Leta 2009 je naselje imelo 3.199 prebivalcev.

## Geografija
Kraj leži v pokrajini Berry ob reki Cher, 40 km južno od Bloisa.

## Uprava
Saint-Aignan je sedež istoimenskega kantona, v katerega so poleg njegove vključene še občine Châteauvieux, Châtillon-sur-Cher, Chémery, Choussy, Couddes, Couffy, Mareuil-sur-Cher, Méhers, Meusnes, Noyers-sur-Cher, Pouillé, Saint-Romain-sur-Cher, Seigy in Thésée s 17.714 prebivalci (v letu 2010).
Kanton Saint-Aignan je sestavni del okrožja Romorantin-Lanthenay.

## Zanimivosti
- kolegial sv. Anijana s kripto iz 11. in 12. stoletja, francoski zgodovinski spomenik od leta 1845,
- grad Château de Saint-Aignan s stolpom Hagard in ostanki stare trdnjave iz 9. in 10. stoletja, renesančnim delom iz 15. in 16. stoletja,
- samostan bernardink Notre-Dame des Anges,
- živalski vrt ZooParc de Beauval, s površino 30 hektarjev in 400 različnimi vrstami živali eden največjih v Evropi, ustanovljen sprva kot ornitološki park leta 1980.

- Sveti Anijan
- Tour Hagard
- Château de Saint-Aignan

## Pobratena mesta
- Williton (Anglija, Združeno kraljestvo),
- Wulften am Harz (Spodnja Saška, Nemčija).